# Гафни, Моше
Моше Гафни (ивр. משה גפני‎; род. 5 мая 1952 года, Бней-Брак, Израиль) — израильский политик, член кнессета (12—23 созывы) от фракции Яхадут ха-Тора (Дегель ха-Тора).

## Биография
Моше Гафни родился 5 мая 1952 года в Израиле, образование получил в иешиве. Гафни женат, имеет троих детей.
В 1988 году он впервые был избран в кнессет, от фракции Дегель ха-Тора. В правительстве Ицхака Шамира Гафни получил пост заместителя министра по делам религии (с 1990 года). Позже он переизбирался в парламент несколько раз и участвовал в работе 13-го, 14-го, 15-го, 16-го, 17-го и 18-го созывов кнессета.
В кнессете 16-го созыва возглавлял фракцию Дегель ха-Тора. В кнессете 18-го созыва Гафни занял пост председателя финансовой комиссии парламента.
После того, как в 2006 году Верховный суд постановил, что государство должно признать однополые браки, Гафни заявил: «у нас больше нет еврейского Государства, у нас есть Содом и Гоморра». Тем не менее после событий гей-парада в Иерусалиме (2006), Гафни стал одним из немногих общественных деятелей ортодоксального еврейства, осудивших насилие, направленное против проведения гей-парада.
24 июня 2010 года депутаты кнессета Гафни и Ури Маклев подверглись нападению членов радикальной еврейской группы «Натурей Карто», которые начали закидывать парламентариев камнями, за «сотрудничество с сионистским режимом».